# Pórcia (esposa de Bruto)
Pórcia (em latim: Porcia Catonis; c. 70 a.C. - junho de 43 a.C. ou outubro de 42 a.C.) era a filha de Catão Uticense e de Atília. Casou-se primeiro com Marco Bíbulo, com quem teve três filhos e, depois da morte deste, com Marco Júnio Bruto, o assassino de César. Suicidou-se após a morte de Bruto, na batalha de Filipos, em 42 a.C.

## Biografia
Sua mãe era Atília, filha de Caio Atílio Serrano, cônsul em 106 a.C.. Atília foi a primeira esposa de Catão, que depois se casou com Márcia, filha de Lúcio Márcio Filipo.
Como o pai, Pórcia era estoica, e fora casada com Bíbulo, antes de desposar Marco Júnio Bruto, um dos assassinos de César.[carece de fontes?]
Ao suspeitar das intenções do marido em relação ao ditador, ela provocou um profundo ferimento em sua coxa, para mostrar que ela conseguia suportar a dor. Bruto revelou-lhe a conspiração, e foi ela quem entregou a espada que Bruto usou para matar César.

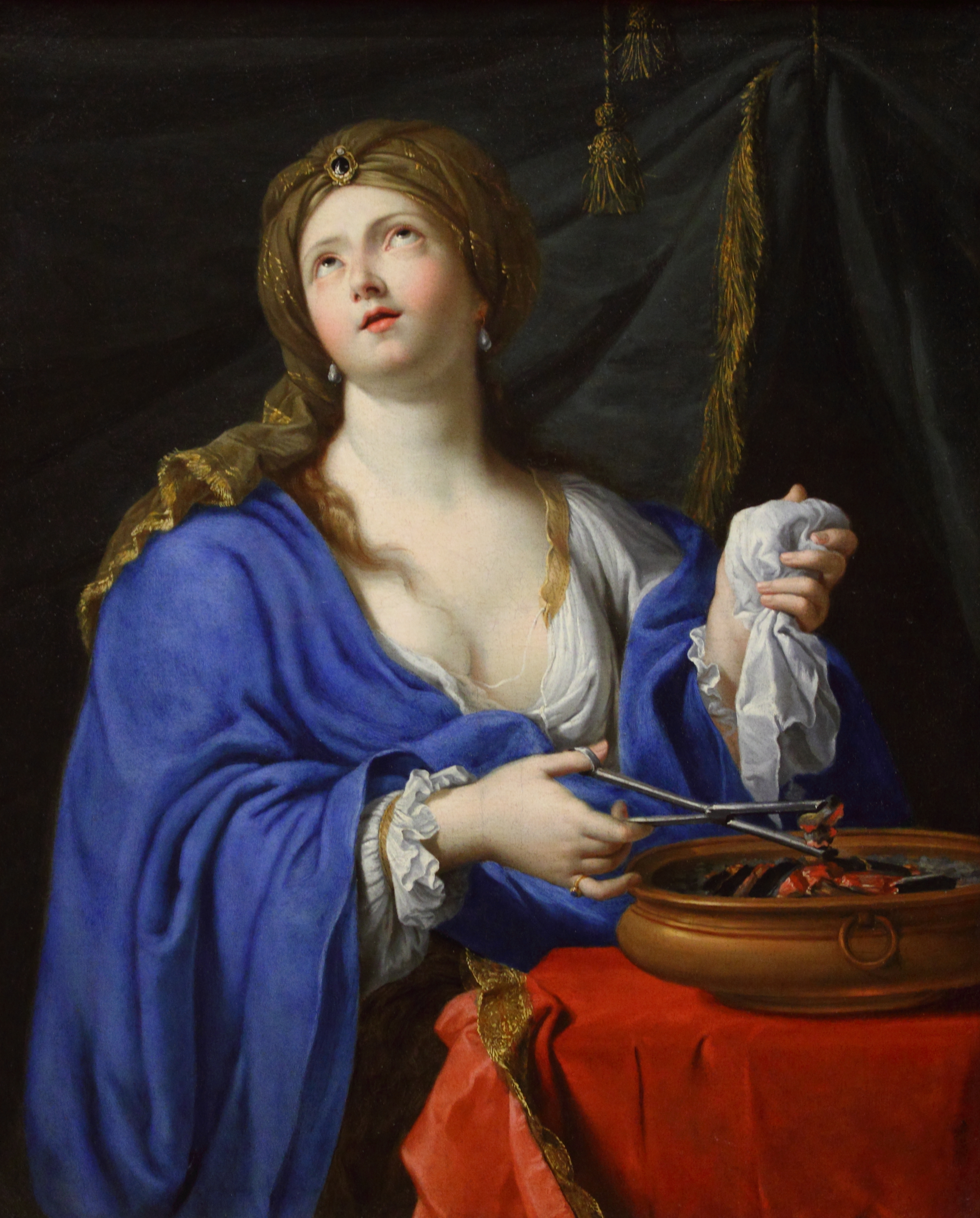
Retrato intitulado O Suicídio de Pórcia do século XVII por Pierre Mignard, presente no Museu das Belas Artes de Rennes, na França.

Ao saber da morte de Bruto, em batalha contra Augusto, ela tentou suicidar-se, por greve de fome, mas seus parentes e servos não deixaram. Ela então ordenou que fosse trazido fogo à sua presença, com o pretexto de usar alguns unguentos; ela engoliu carvão em brasa, e morreu sem que ninguém pudesse salvá-la. Sua oração fúnebre foi feita por Cícero.
Lúcio Calpúrnio Bíbulo, que pode ter sido seu filho ou filho de uma esposa anterior de Marco Bíbulo, escreveu as memórias de Bruto, que foram a fonte usada por Plutarco para escrever a Vida de Bruto.

## Na cultura popular
Pórcia foi interpretada por várias atrizes no cinema e na televisão:

### Filmes
- Em Júlio César de 1953 pela escocesa Deborah Kerr.
- Em Júlio César de 1970 pela inglesa Diana Rigg.

### Séries
- Em Júlio César de 1979, parte da BBC Television Shakespeare, por Virginia McKenna.
- Na série Júlio César de 2003, por Kate Steavenson-Payne.

### Literatura
- É uma personagem na peça Júlio César de William Shakespeare, escrita em 1599. Apenas ela e Calpúrnia, esposa de César, são as personagens femininas mais substancias da trama.
- Pórcia serviu de inspiração para a heroína Portia da peça de Shakespeare, O Mercador de Veneza.
- Pórcia é tema dos Sonetos de Camões:

– Como fizeste, Pórcia, tal ferida?
Foi voluntária, ou foi por inocência?
– Mas foi fazer Amor experiência
se podia sofrer tirar-me a vida.

– E com teu próprio sangue te convida
a não pores à vida resistência?
– Ando me acostumando à paciência,
por que o temor a morte não impida.

– Pois porque comes, logo, fogo ardente,
se a ferro te costumas?
– Porque ordena Amor que morra e pene juntamente.

– E tens a dor do ferro por pequena?
– Sim: que a dor costumada não se sente;
e eu não quero a morte sem a pena.
de Camões, Luís. Sonetos . Ciranda Cultural. Edição do Kindle. 
.